# Angico-do-cerrado
O angico-do-cerrado (Anadenanthera peregrina) é uma espécie de árvore nativa das regiões de cerrado do Brasil e Paraguai. Esta planta é usada para fins ornamentais e medicinais.
Também pode ser chamada de angico-cascudo, angico-do-campo, angico-preto, angico-pururuca, angico-vermelho, arapiraca, barbatimão, cambuí-ferro, curupaí, monjoleiro e pau-de-boaz.